# Židovský hřbitov v Přerově
Nový židovský hřbitov v Přerově je situován situován v jižní části města Přerov v Olomouckém kraji. Státem je chráněn jako nemovitá kulturní památka.

## Historie a popis
Pohřebiště bylo zřízeno v roce 1882 po zaplnění plochy staršího hřbitova na Wurmově ulici. Ten byl v letech 1945–56 postupně zrušen, přičemž menší část náhrobků byla převezena a umístěna na novém hřbitově 1,2 km na jihovýchod od centra města při ulici Lančíkových. Na přibližně obdélné rovinné ploše 3732 m² ohrazené kamenocihelnou zdí se nachází 384 novodobých náhrobků,[zdroj?] v roce 2017 byl uváděn počet cca 360 náhrobků.
Hřbitov představuje názorný příklad poemancipačního vývoje židovských náhrobků. Znovupostavení povalených náhrobků se uskutečnilo v letech 1995–7.[zdroj?]
Hřbitov je obehnán kamennou zdí. Přístupný je na vyžádání v ulici Lančíkových, domě čp. 10. V severním zkráceném sektoru stávala od roku 1903 obřadní síň eklektického výrazu, jež byla násilně zbořena v 70. letech 20. století.[zdroj?] Hřbitov vlastní Federace židovských obcí v ČR, údržbu zajišťuje organizace Matana a.s.[zdroj?]

## Galerie

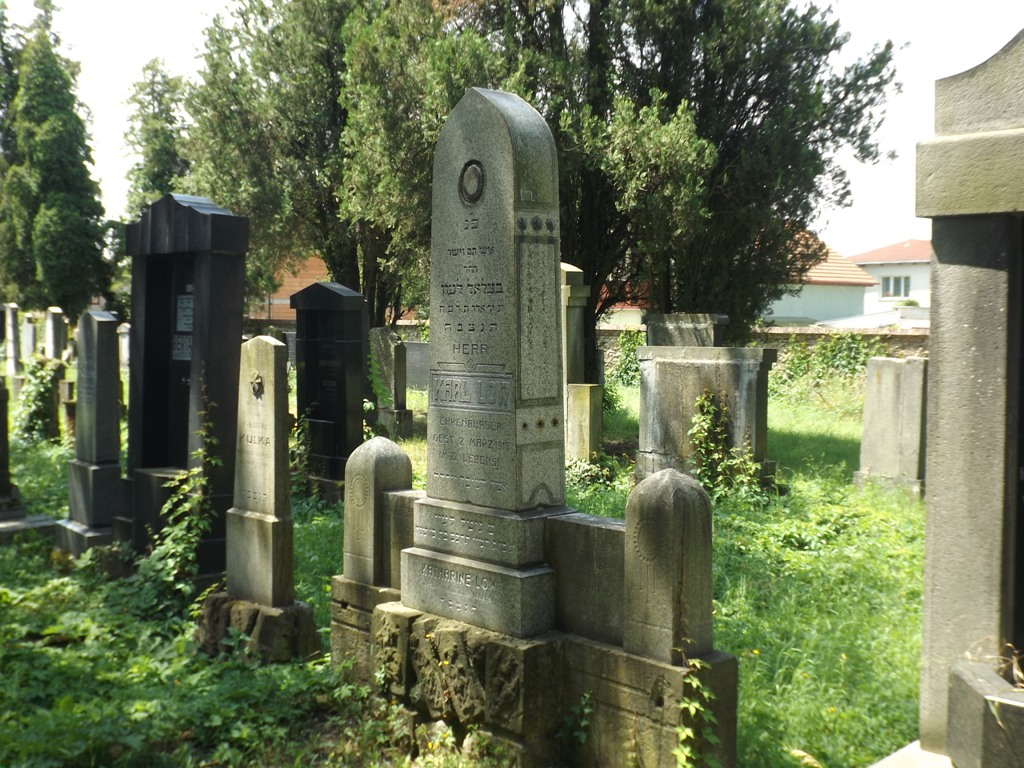
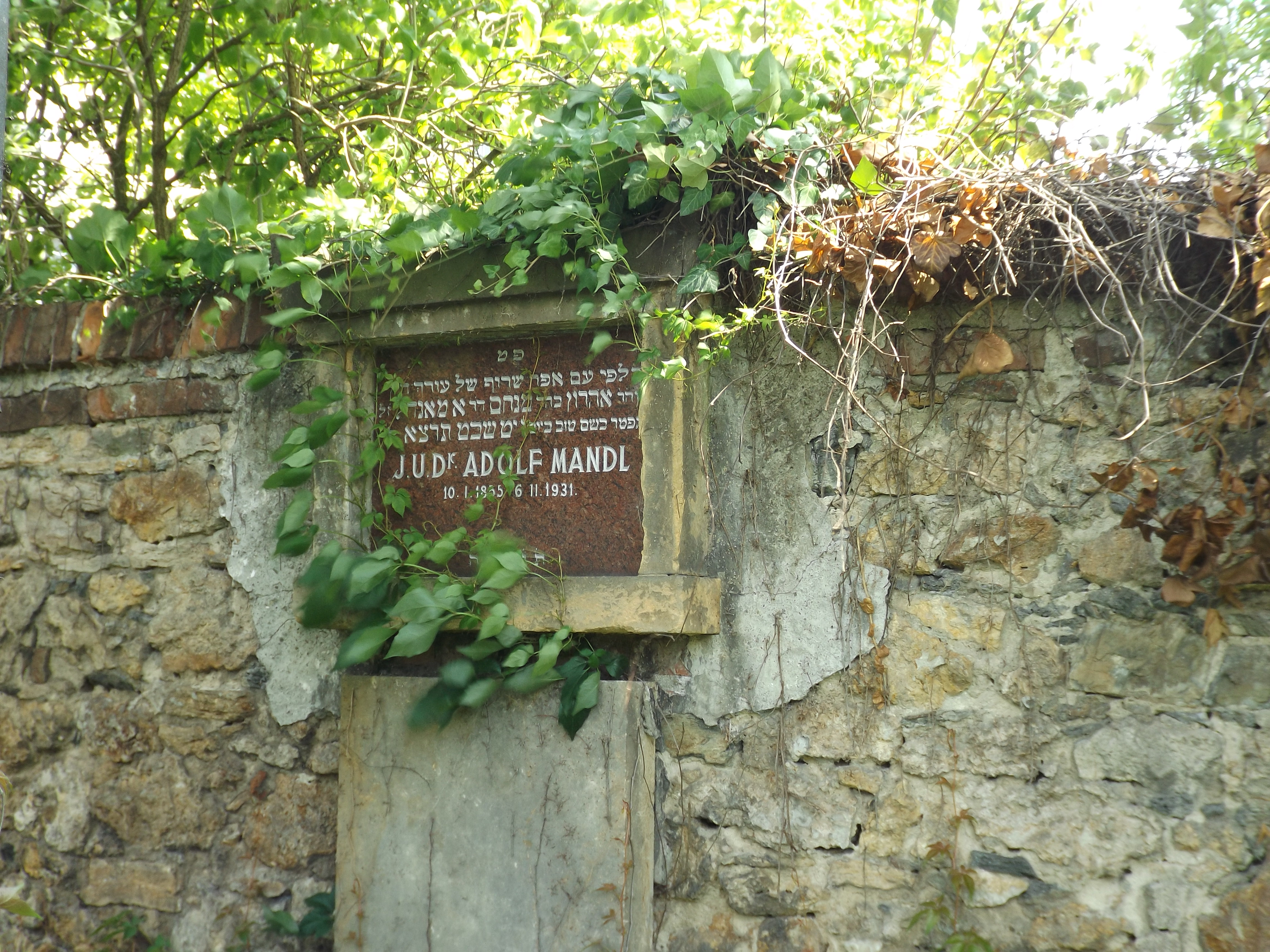
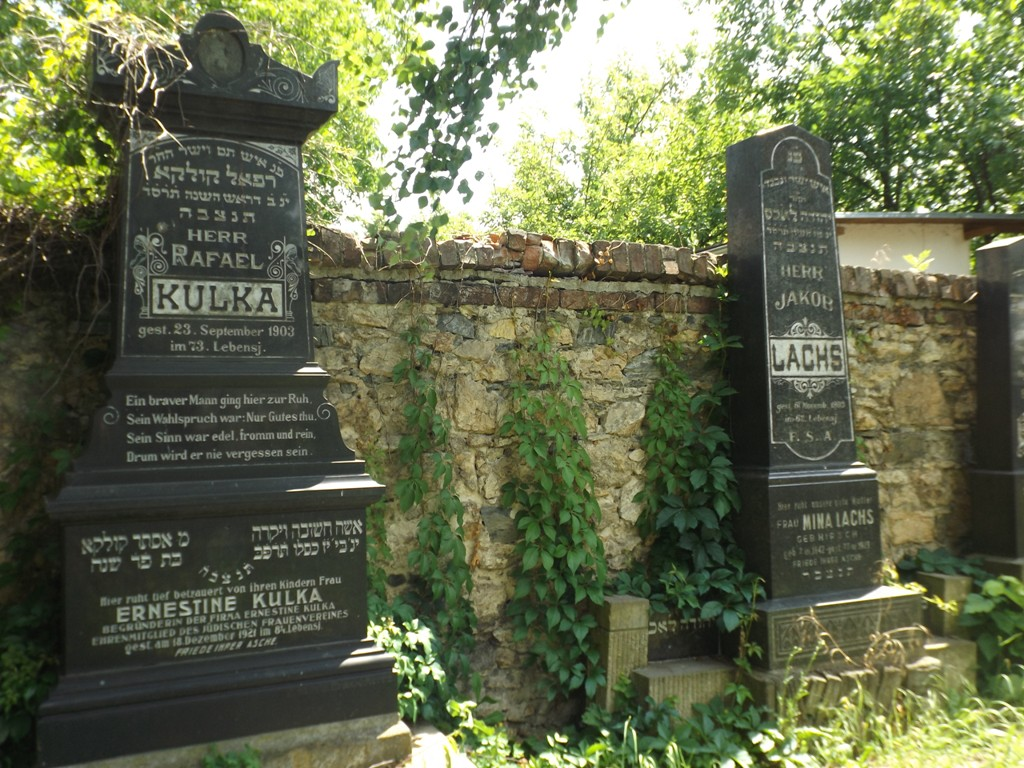
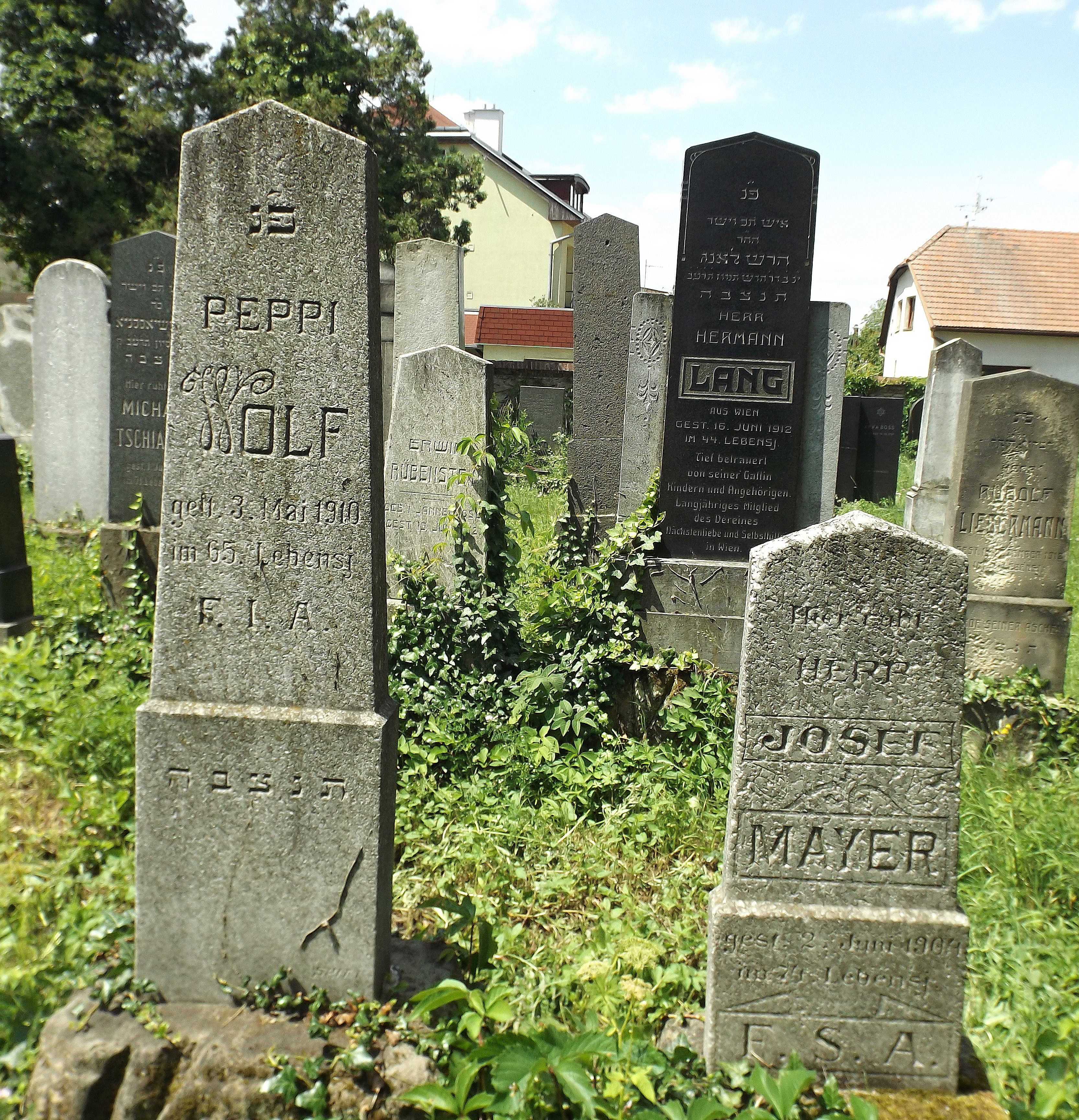
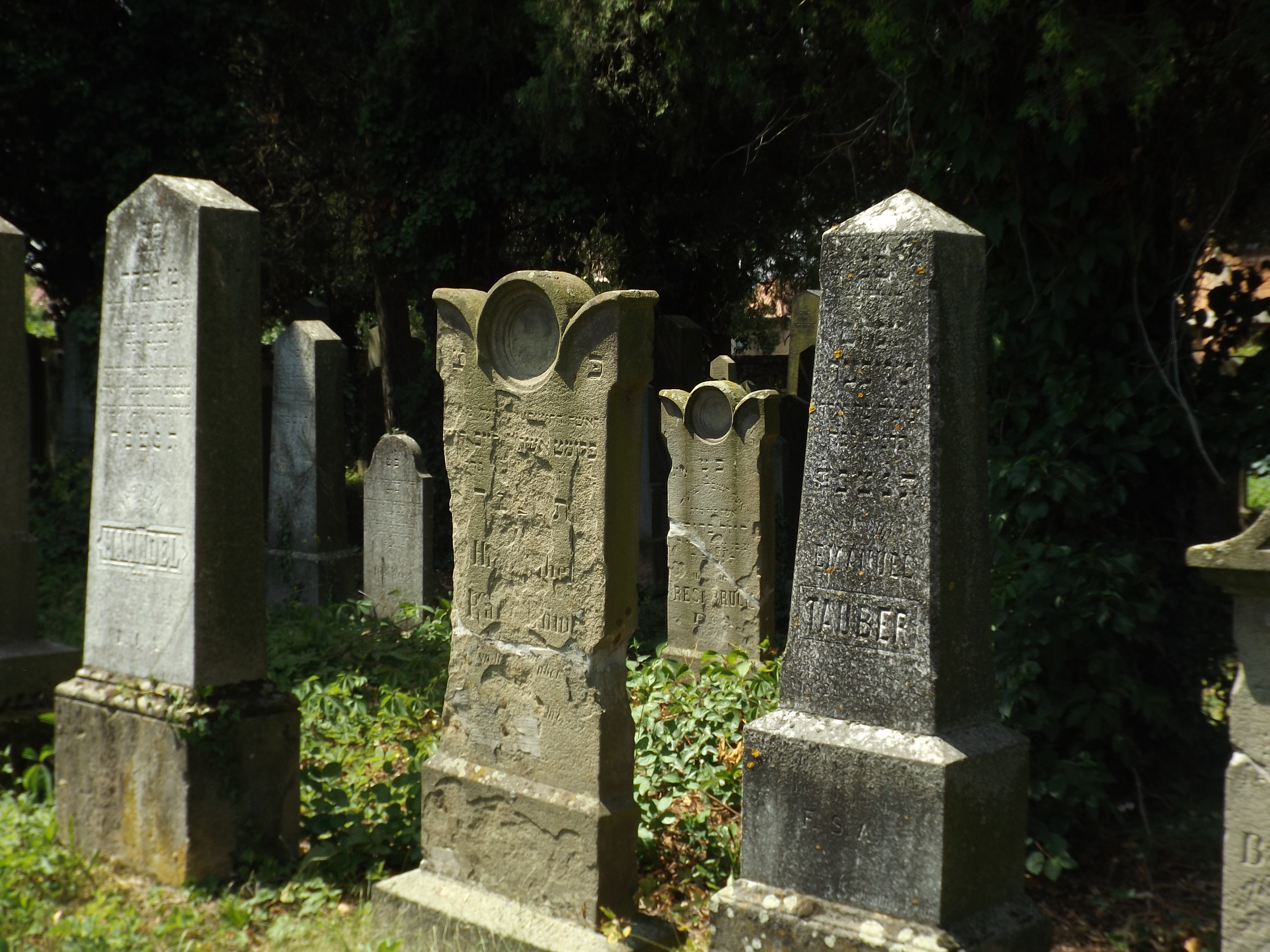
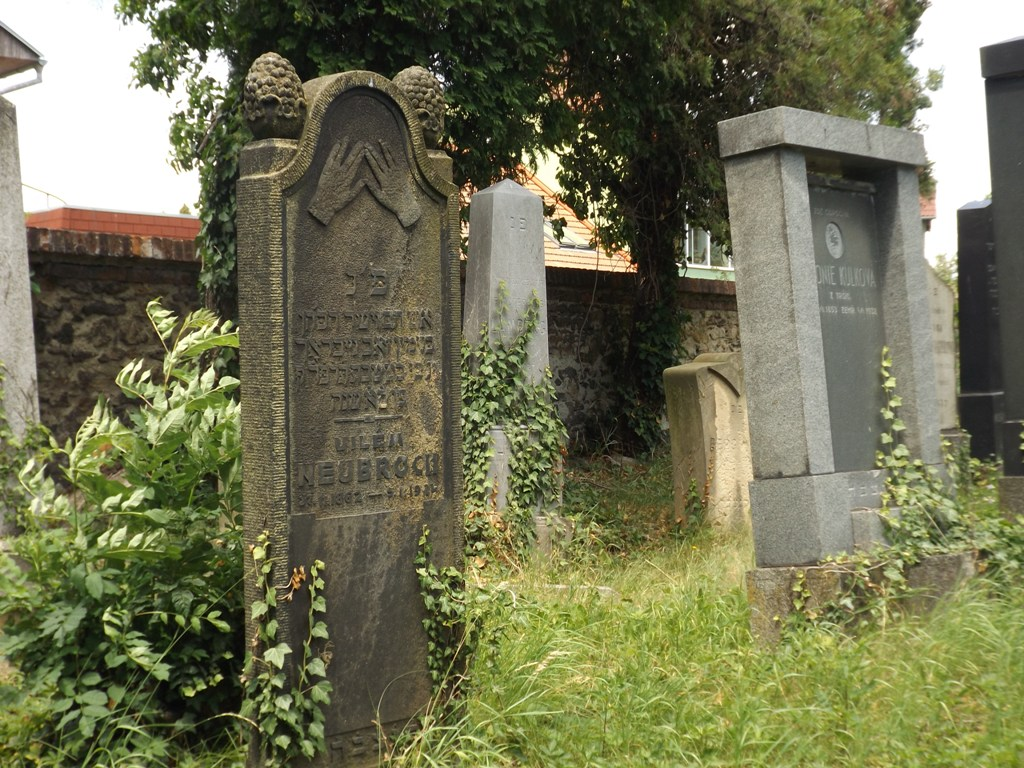
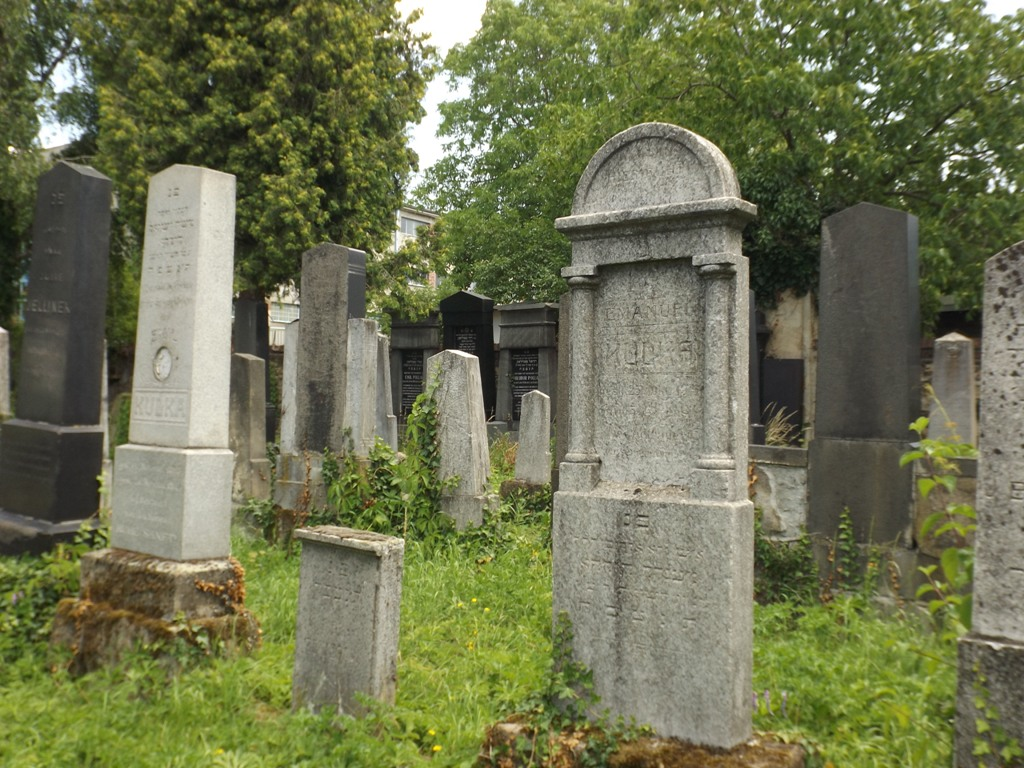
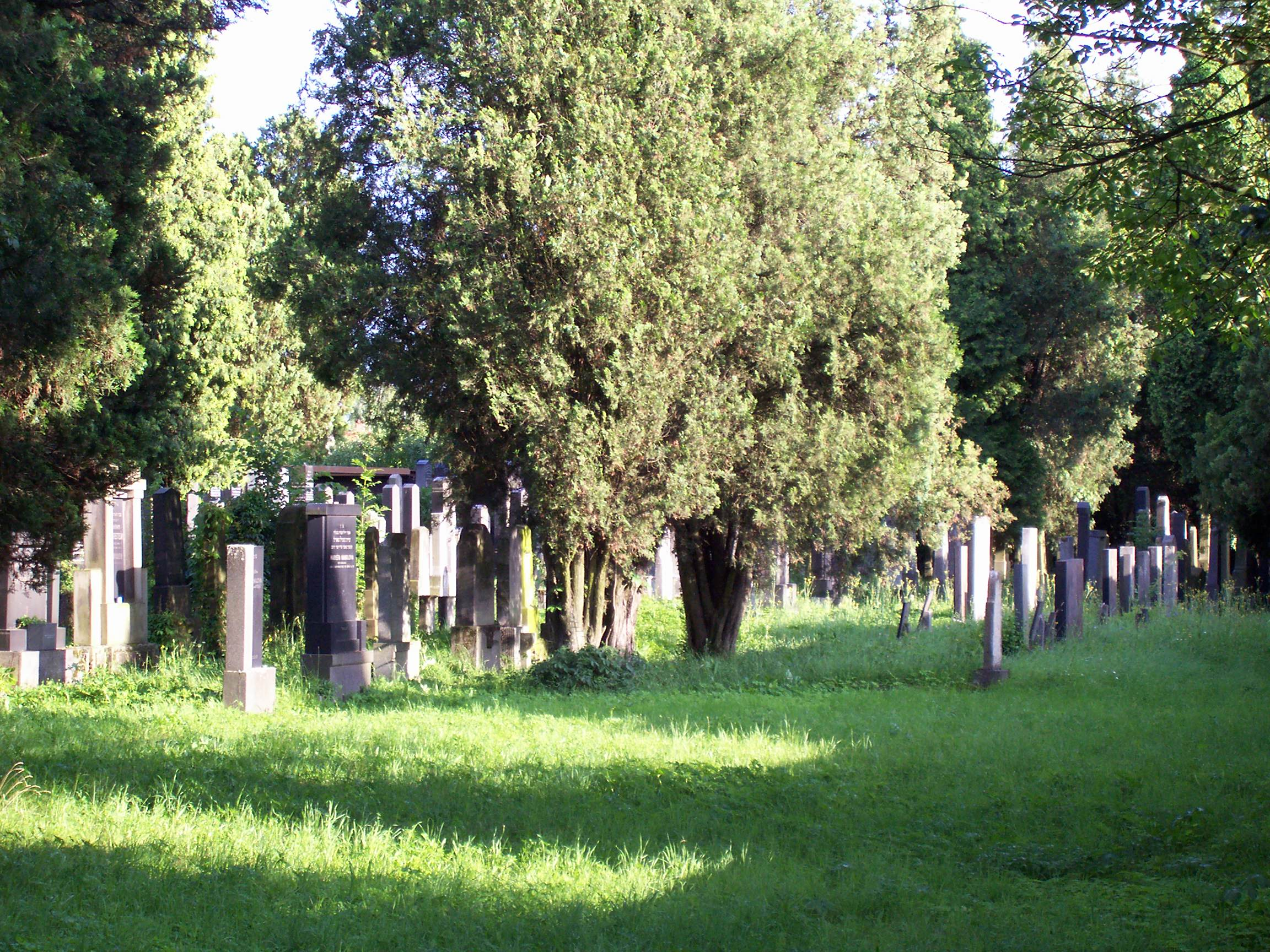